# Nous les dieux
Nous les dieux est premier volet du Cycle des dieux de Bernard Werber publié en septembre 2004. Il est suivi par Le Souffle des dieux (paru en octobre 2005) et Le Mystère des dieux (paru en octobre 2007). Un autre titre avait été un temps envisagé – L'Île des sortilèges – avant d'être abandonné.

## Résumé
Le héros de l'histoire est toujours Michael Pinson qui après avoir été un être humain (Les Thanatonautes) puis un ange (L'Empire des anges) est finalement devenu un « élève dieu ». Il est maintenant quelque part dans l'Univers, sur l'île d'Aeden.
Chaque jour, un dieu différent (issu de la mythologie grecque) enseigne à ces nouveaux élèves comment façonner un monde afin de pouvoir un jour devenir un dieu à leur tour. La compétition est rude dans ce monde. Ainsi, chaque jour, les derniers de la classe sont éliminés, emportés par des centaures.
Les élèves sont aussi confrontés à un mystérieux « déicide », un tueur de dieux faisant des ravages parmi les 144 élèves de cette nouvelle promotion d'apprentis dieux. Certains élèves essaient en plus de gravir la montagne de l'île, croyant qu'au sommet règne le maître de tous les dieux…

## Peuples et dieux
Parmi la promotion des 144 élèves-dieux et leurs peuples (correspondant aux peuples terriens), on distingue :
- Michael Pinson, dieu des hommes-dauphins (Atlantes et Juifs)
- Raoul Razorback, dieu des hommes-aigles (Romains puis Américains)
- Edmond Wells, dieu des hommes-fourmis (qui deviendront plus tard eux aussi des hommes-dauphins)
- Freddy Meyer, dieu des hommes-baleines (Phéniciens, Carthaginois)
- Marilyn Monroe, déesse des hommes-guêpes (Amazones)
- Pierre Joseph Proudhon, dieu des hommes-rats (Assyriens, Perses)
- Georges Méliès, dieu des hommes-tigres (Chinois)
- Mata Hari, déesse des hommes-loups (Vikings, Scandinaves)
- Gustave Eiffel, dieu des hommes-termites (Indiens)
- Jean de La Fontaine, dieu des hommes-mouettes (Néerlandais)
- Henri Matisse, dieu des hommes-paons
- Georges Clemenceau, dieu des hommes-cerfs
- François Rabelais, dieu des hommes-cochons
- Simone Signoret, déesse des hommes-hérons
- Bruno Ballard, dieu des hommes-faucons (Arabes)
- Toulouse-Lautrec, dieu des hommes-chèvres (Ibères, Espagnols)
- Édith Piaf, déesse des hommes-coqs (Gaulois, Français)
- Xavier Dupuis, dieu des hommes-requins (Prussiens, Allemands)
- Victor Hugo, dieu des hommes-ours (Russes)
- Gustave Flaubert, dieu des hommes-bisons
- Étienne de Montgolfier, dieu des hommes-lions (Grecs)
- Clément Ader, dieu des hommes-scarabées (Égyptiens)
- Nadar, dieu des hommes-chauve-souris
- Auguste Rodin, dieu des hommes-taureaux (Crétois)
- Sarah Bernhardt, déesse des hommes-chevaux (Mongols)
- Camille Claudel, déesse des hommes-oursins
- Marie Curie, déesse des hommes-iguanes (Mayas)
- Jean-Jacques Rousseau, dieu des hommes-dindons (Nord-Amérindiens)
- Voltaire, dieu des hommes-marmottes
- Erik Satie, dieu des hommes-rossignols
- Paul Gauguin, dieu des hommes-cigales
- Béatrice Chaffanoux, déesse des hommes-tortues (Hommes des cavernes)
- Jean-Paul Lowendal, dieu des hommes-hannetons
- Sandrine Maréchal, déesse des hommes-marmottes (totem partagé par Voltaire)
- Richard Silbert, dieu des hommes-antilopes
- Françoise Mancuso, déesse des hommes-chiens
- Charles Mallet, dieu des hommes-chauve-souris (totem partagé par Nadar)
- Olivier, dieu des hommes-taureaux (totem partagé par Rodin)
- Nathalie Caruso
- Marion Muller
- Christian Poulinien
- Francis Razorback
- Claude Debussy
- Lucien Duprès
- Antoine de Saint-Exupéry
- Robert Surcouf
- le marquis de Lafayette (orthographié Lafayette au lieu de La Fayette)
- Bernard Palissy
- Claude Monet
- Vincent Van Gogh (orthographié Vincent Van Gogh au lieu de Vincent van Gogh)
- Michel de Montaigne
- Marcel Proust
- Georges-Eugène Haussmann (orthographié Georges-Eugène au lieu de Georges Eugène)
- un (ou une) anonyme, le dieu (ou la déesse) des hommes-harengs (Troyens)
- un (ou une) anonyme, le dieu (ou la déesse) des hommes-grenouilles
- un (ou une) anonyme, le dieu (ou la déesse) des hommes-taupes
- un (ou une) anonyme, le dieu (ou la déesse) des hommes-lemmings
- un (ou une) anonyme, le dieu (ou la déesse) des hommes-girafes
- le dieu (ou la déesse) des hommes-renards (Britanniques)
- le dieu (ou la déesse) des hommes-lémuriens
- le dieu (ou la déesse) des hommes-pandas
- le dieu (ou la déesse) des hommes-pingouins
- le dieu (ou la déesse) des hommes-araignées
- le dieu (ou la déesse) des hommes-caméléons
- le dieu (ou la déesse) des hommes-escargots

## Anecdotes
- Cronos, roi des Titans, est ici confondu/mélangé avec Chronos.
- Le nom de Raoul Razorbak est maintenant orthographié Raoul Razorback (ce qui en fait un nom de langue anglaise).
- La ville de Naples est située par erreur au bord de l'Adriatique alors qu'en réalité elle est baignée par la mer Tyrrhénienne (citation de la fictive "encyclopédie du savoir relatif et absolu")

## Jeu vidéo
Le roman devait être adapté en un jeu vidéo de simulation, mais le projet semble abandonné.